# Críticas a la política exterior de los Estados Unidos

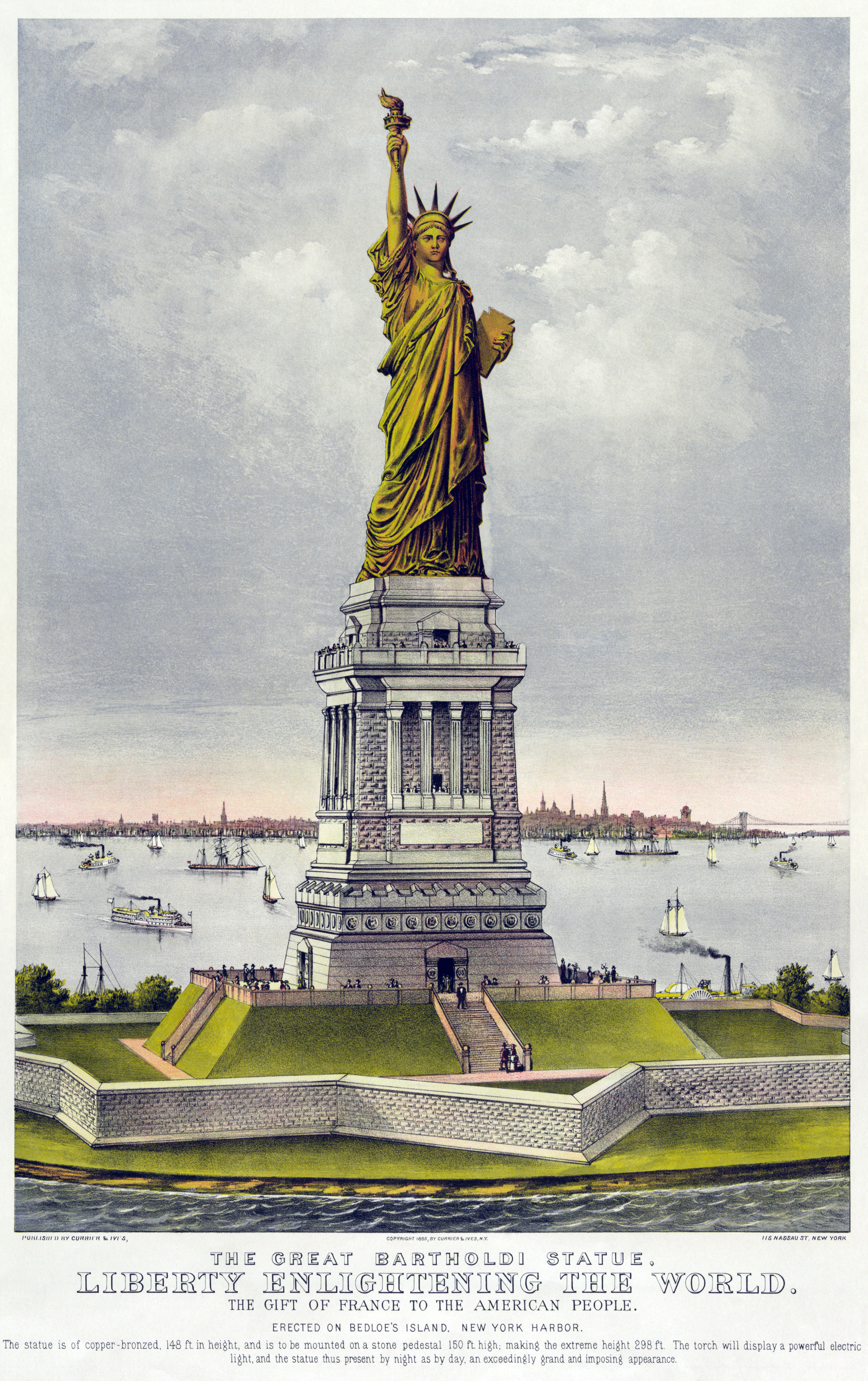
Un dibujo de la Estatua de la Libertad en Nueva York

Las críticas a la política exterior de los Estados Unidos abarcan una amplia gama de opiniones y puntos de vista sobre los fracasos y las deficiencias de la política y las acciones exteriores de los Estados Unidos. Hay una sensación parcial en los Estados Unidos que ve al país como cualitativamente diferente de otras naciones y por lo tanto no puede ser juzgado con los mismos estándares que otros países. Esta creencia a veces se denomina excepcionalismo estadounidense y se remonta al llamado destino Manifiesto.
El excepcionalismo estadounidense tiene implicaciones generalizadas y se transcribe en el desprecio de las normas, reglas y leyes internacionales en la política exterior estadounidense. Por ejemplo, Estados Unidos se negó a ratificar varios tratados internacionales importantes, como el Estatuto de Roma de la Corte Penal Internacional, la Convención de Viena sobre el Derecho de los Tratados, la Convención Americana sobre Derechos Humanos, el Protocolo de Kyoto y la Convención de Prohibición de Minas Antipersonales. Además realiza habitualmente ataques con drones y misiles de crucero en todo el mundo. 
El excepcionalismo estadounidense a veces se relaciona con la hipocresía. Por ejemplo, Estados Unidos mantiene una enorme reserva de armas nucleares al tiempo que insta a otras naciones a que no las obtengan, y justifica que puede hacer una excepción a una política de no proliferación.

## Excepcionalismo y aislacionismo estadounidense
Los críticos del excepcionalismo estadounidense trazaron paralelismos con doctrinas históricas como la misión civilizadora y la carga del hombre blanco que fueron empleadas por las grandes potencias para justificar sus conquistas coloniales.
En su revisión del World Policy Journal del libro de 1995 de Bill Kauffman America First! Its History, Culture, and Politics (¡Estados Unidos primero! Su historia, cultura y política), el escritor estadounidense Benjamin Schwartz describió el aislacionismo estadounidense como una "tragedia" y que tiene sus raíces en el pensamiento puritano.

## Política exterior histórica
Desde su fundación, muchos de los líderes del gobierno estadounidense habían esperado una política exterior no intervencionista que promoviera "el comercio con todas las naciones, la alianza con ninguna". Sin embargo, este objetivo se volvió cada vez más difícil de perseguir, con crecientes amenazas implícitas y presiones no militares que enfrentaron varias potencias, especialmente Gran Bretaña. El gobierno de Estados Unidos se involucró en varios asuntos exteriores desde su fundación y ha sido criticado a lo largo de la historia por muchas de sus acciones, aunque en muchos de estos ejemplos también ha sido elogiado.
En general, durante el siglo XIX y principios del siglo XX, Estados Unidos siguió una política de aislacionismo y evitó en general enredos con las potencias europeas. Después de la Primera Guerra Mundial, el escritor de la revista Time John L. Steele pensó que Estados Unidos intentó volver a una postura aislacionista, pero que fue improductivo. Escribió: "El movimiento anti-internacionalista alcanzó un pico de influencia en los años previos a la Segunda Guerra Mundial". Pero Steele cuestionó si esta política era efectiva. Aun así, el aislacionismo terminó rápidamente después del ataque a Pearl Harbor en 1941.

## Cuestiones

### Falta de control sobre la política exterior
Algunos relatos culpan al llamado periodismo amarillo por suscitar un sentimiento virulento a favor de la guerra para ayudar a instigar la guerra hispano-estadounidense. Esta no fue la única guerra no declarada que ha librado Estados Unidos. Ha habido cientos de "guerras imperfectas" libradas sin las declaraciones adecuadas en una tradición que comenzó con el presidente George Washington.
Algunos críticos sugieren que la política exterior es manipulada por grupos de presión, como el grupo de presión pro-Israel o el árabe, aunque hay desacuerdo sobre la influencia de tales grupos de presión. Sin embargo, el politólogo polaco-estadounidense Zbigniew Brzezinski aboga por leyes más estrictas contra el cabildeo.

### Intereses financieros y política exterior

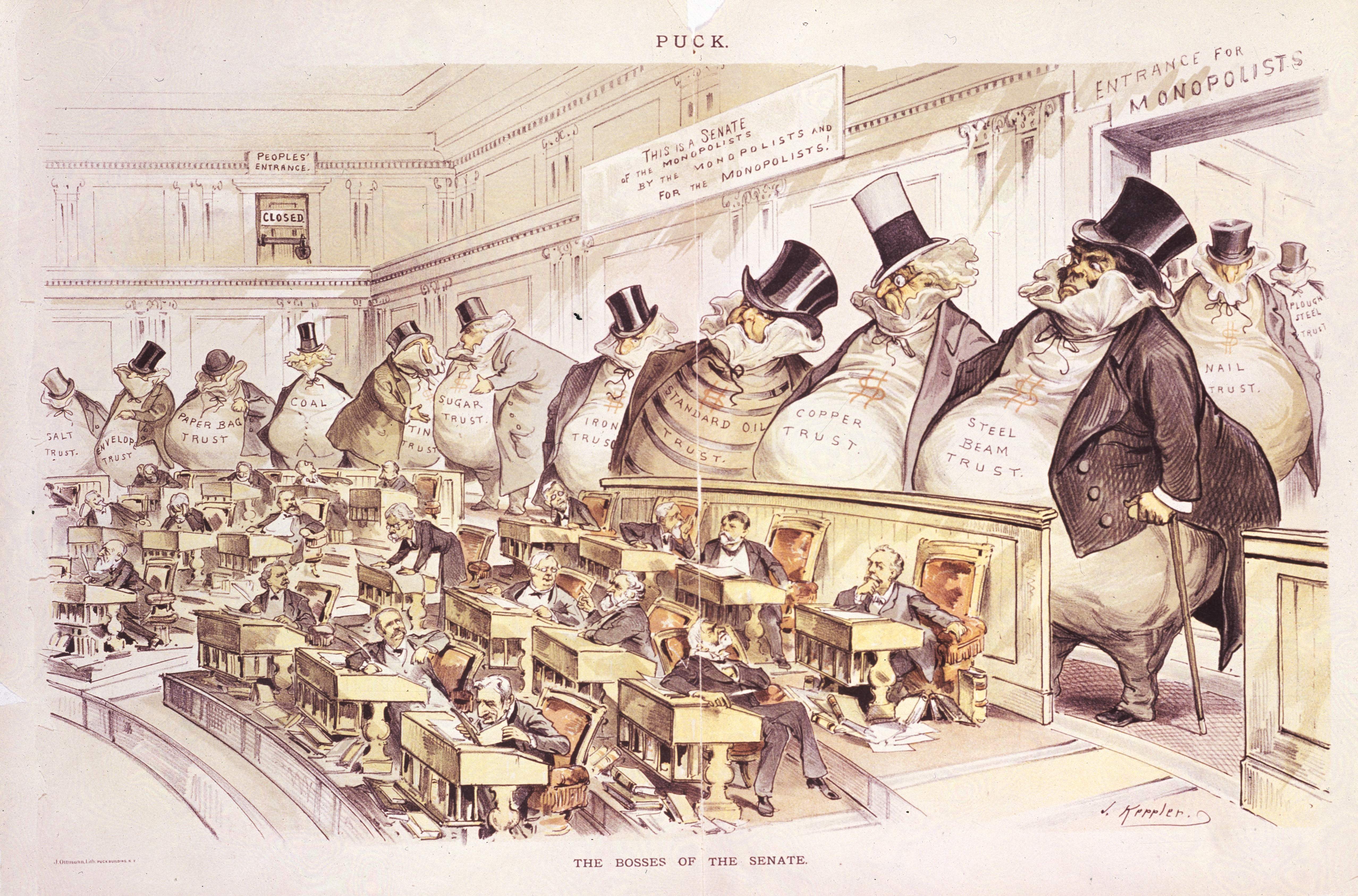
Caricatura de 1889 que describe el papel de los intereses corporativos en el Congreso de Estados Unidos

Algunos historiadores sugieren que la política exterior de Estados Unidos está dirigida por "individuos e instituciones adinerados". En 1893, la decisión del presidente Harrison de respaldar un complot para derrocar el Reino de Hawái estaba claramente motivada por intereses comerciales. Fue un esfuerzo por evitar un aumento de aranceles propuesto para el azúcar. Como resultado, Hawái se convirtió en un territorio (y posteriormente estado) de Estados Unidos. Se ha especulado que la guerra hispanoamericana de 1898 estuvo motivada principalmente por intereses comerciales en Cuba.
Durante la primera mitad del siglo XX, Estados Unidos se vio envuelto en una serie de conflictos locales en América Latina, que pasaron a la historia como guerras bananeras. El objetivo principal de estas guerras era defender los intereses comerciales estadounidenses en la región. Más tarde, el mayor general de la Infantería de Marina de los Estados Unidos Smedley Butler escribió: "Pasé 33 años y 4 meses en el servicio militar activo y durante ese período pasé la mayor parte de mi tiempo como un hombre musculoso de clase alta para las grandes empresas, para Wall Street y los banqueros. En resumen, yo era un mafioso, un gánster del capitalismo".
Hay denuncias de que las decisiones de ir a la guerra en Irak fueron motivadas, al menos en parte, por intereses petroleros. Por ejemplo, el periódico británico The Independent informó que "la administración Bush está muy involucrada en la redacción de la ley petrolera de Irak" que permitiría "contratos de compañías petroleras occidentales para extraer petróleo de Irak hasta por 30 años, y las ganancias estarían libres de impuestos". Tanto si está motivada por ella como si no, la política exterior de Estados Unidos en el Medio Oriente parece a gran parte del mundo estar motivada por una lógica petrolera.
Se puede decir que la política exterior de Estados Unidos refleja la voluntad de la gente, sin embargo, la gente puede tener una mentalidad consumista, que justifica las guerras en sus mentes.

### Acusaciones de imperialismo
Existe un consenso creciente entre los historiadores y politólogos estadounidenses de que Estados Unidos durante el siglo XX (caracterizado como el siglo estadounidense) se convirtió en un imperio que se asemeja en muchos aspectos a la antigua Roma. Actualmente, existe un debate sobre las implicaciones de las tendencias imperiales de la política exterior estadounidense en la democracia y el orden social.
En 2002, el comentarista político Charles Krauthammer declaró que la superioridad cultural, económica, tecnológica y militar de Estados Unidos en el mundo era un hecho. En su opinión, la gente estaba "saliendo del armario con la palabra imperio". De manera más destacada, la portada de la revista dominical del New York Times del 5 de enero de 2003 incluía un eslogan "Imperio americano: acostúmbrate". En el interior, el autor canadiense Michael Ignatieff caracterizó el poder imperial estadounidense como un imperio ligero.
Según el reportero de Newsweek Fareed Zakaria, el establishment de Washington "se ha sentido cómodo con el ejercicio de la hegemonía estadounidense y trata el compromiso como traición y las negociaciones como apaciguamiento" y agregó: "Esto no es política exterior, es política imperial".
Muchos aliados de Estados Unidos criticaron un nuevo tono de sensibilidad unilateral en su política exterior y mostraron su disgusto al votar, por ejemplo, contra Estados Unidos en las Naciones Unidas en 2001.

### Acusaciones de hipocresía
Estados Unidos ha sido criticado por hacer declaraciones de apoyo a la paz y respeto a la soberanía nacional mientras realizaba acciones militares como en Granada e Irak o fomentando una guerra civil en Colombia para independizar a Panamá. Estados Unidos ha sido criticado por defender el libre comercio al mismo tiempo que protege las industrias locales con aranceles de importación sobre bienes extranjeros como madera y productos agrícolas. 
Estados Unidos también ha sido criticado por defender la preocupación por los derechos humanos mientras se niega a ratificar la Convención sobre los Derechos del Niño. Estados Unidos ha declarado públicamente que se opone a la tortura, pero ha sido criticado por tolerarlo en la Escuela de las Américas. Estados Unidos ha abogado por el respeto a la soberanía nacional, pero ha apoyado movimientos guerrilleros internos y organizaciones paramilitares, como los Contras en Nicaragua. Estados Unidos ha sido criticado por expresar su preocupación por la producción de narcóticos en países como Bolivia y Venezuela, pero no cumple con recortar ciertos programas de ayuda bilateral. Se ha criticado a Estados Unidos por no mantener una política coherente, siendo acusado de denunciar presuntas violaciones de derechos humanos en China mientras apoyaba presuntos abusos de los derechos humanos por parte de Israel.
Sin embargo, algunos defensores argumentan que una política de retórica mientras se hacen cosas contrarias a la retórica era necesaria en el sentido de realpolitik y ayudó a asegurar la victoria contra los peligros de la tiranía y el totalitarismo.
Estados Unidos aboga por que Irán y Corea del Norte no desarrollen armas nucleares mientras que Estados Unidos, el único país que ha utilizado armas nucleares en la guerra, mantiene un arsenal nuclear de 5113 ojivas. Sin embargo, este doble rasero está legitimado por el Tratado de No Proliferación Nuclear (TNP), del que Irán es parte.

### Apoyo a dictaduras y terrorismo de Estado

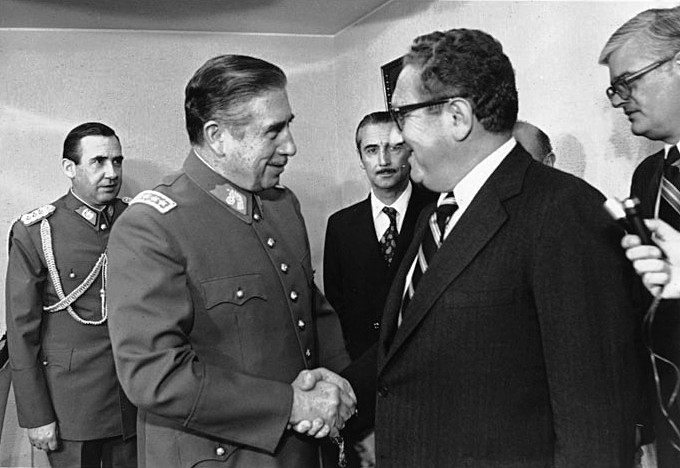
El líder chileno Augusto Pinochet estrechando la mano de Henry Kissinger en 1976

Estados Unidos ha sido criticado por apoyar dictaduras con asistencia económica y equipo militar. Entre tales dictaduras se destacan Pervez Musharraf en Pakistán, Mohammad Reza Pahlevi, Sha de Irán, Yoweri Museveni en Uganda, Fulgencio Batista en Cuba, Ferdinand Marcos en Filipinas, Ngo Dinh Diem en Vietnam del Sur, Park Chung-hee en Corea del Sur, Francisco Franco en España, António de Oliveira Salazar y Marcelo Caetano en Portugal, Augusto Pinochet en Chile, Alfredo Stroessner en Paraguay, Efraín Ríos Montt en Guatemala, Jorge Rafael Videla en Argentina y Suharto en Indonesia.
Ruth J. Blakeley, profesora de Política y Relaciones Internacionales en la Universidad de Sheffield, postula que Estados Unidos y sus aliados patrocinaron y facilitaron el terrorismo de Estado en una "escala enorme" durante la Guerra Fría. La justificación dada para esto fue contener el comunismo, pero Blakeley dice que también fue un medio para apuntalar los intereses de las élites empresariales estadounidenses y promover la expansión del capitalismo y el neoliberalismo en el Sur Global. Mark Aarons afirma que las atrocidades llevadas a cabo por dictaduras respaldadas por Occidente rivalizan con las del mundo comunista.
Según el periodista Glenn Greenwald, el fundamento estratégico del apoyo de Estados Unidos a dictaduras brutales e incluso genocidas en todo el mundo ha sido constante desde el final de la Segunda Guerra Mundial: "En un mundo donde prevalece el sentimiento antinorteamericano, la democracia a menudo produce líderes que impiden en lugar de servir a los intereses de Estados Unidos... Nada de esto es ni remotamente controvertido o incluso discutible. El apoyo de Estados Unidos a los tiranos se ha llevado a cabo en gran medida abiertamente, y ha sido expresamente defendido y afirmado durante décadas por los expertos en políticas estadounidenses más dominantes e influyentes y medios de comunicación".
Estados Unidos ha sido acusado de complicidad en crímenes de guerra por respaldar la intervención liderada por Arabia Saudita en Yemen, que ha desencadenado una catástrofe humanitaria, que incluye un brote de cólera y millones de personas que padecen hambre.

### Interferencia en asuntos internos
Estados Unidos fue criticado por manipular los asuntos internos de naciones extranjeras, entre ellas Ucrania, Guatemala, Chile, Cuba, Colombia y varios países de África.
Un estudio indicó que el país que interviene con mayor frecuencia en elecciones extranjeras es Estados Unidos, con 81 intervenciones entre 1946 y 2000.

### Promoción de la democracia
Algunos críticos sostienen que la política de Estados Unidos de defender la democracia puede ser ineficaz e incluso contraproducente. Zbigniew Brzezinski argumentó que los intentos de George W. Bush de utilizar la democracia como un instrumento contra el terrorismo fueron arriesgados y peligrosos.
La analista Jessica Tuchman Mathews, del Carnegie Endowment for International Peace, estuvo de acuerdo en que imponer la democracia "desde cero" era imprudente y no funcionaba. Críticos como George F. Kennan argumentaron que la responsabilidad de Estados Unidos es solo proteger a sus propios ciudadanos y que Washington debería tratar con otros gobiernos solo sobre esa base.
Según The Huffington Post, "Las 45 naciones y territorios con poco o ningún gobierno democrático representan más de la mitad de los aproximadamente 80 países que ahora albergan bases estadounidenses. ... La investigación del politólogo Kent Calder confirma lo que se conoce como la "Hipótesis de la dictadura": Estados Unidos tiende a apoyar dictadores [y otros regímenes antidemocráticos] en naciones donde disfruta de sus instalaciones".

### Problemas de derechos humanos
El presidente Bush ha sido criticado por descuidar la democracia y los derechos humanos al centrarse exclusivamente en un esfuerzo para combatir el terrorismo. Estados Unidos fue criticado por presuntos abusos a prisioneros en la bahía de Guantánamo, Abu Ghraib en Irak y prisiones secretas de la CIA en Europa oriental, según Amnistía Internacional. En respuesta, el gobierno estadounidense afirmó que los incidentes de abuso eran incidentes aislados que no reflejaban la política estadounidense.

### Militarismo

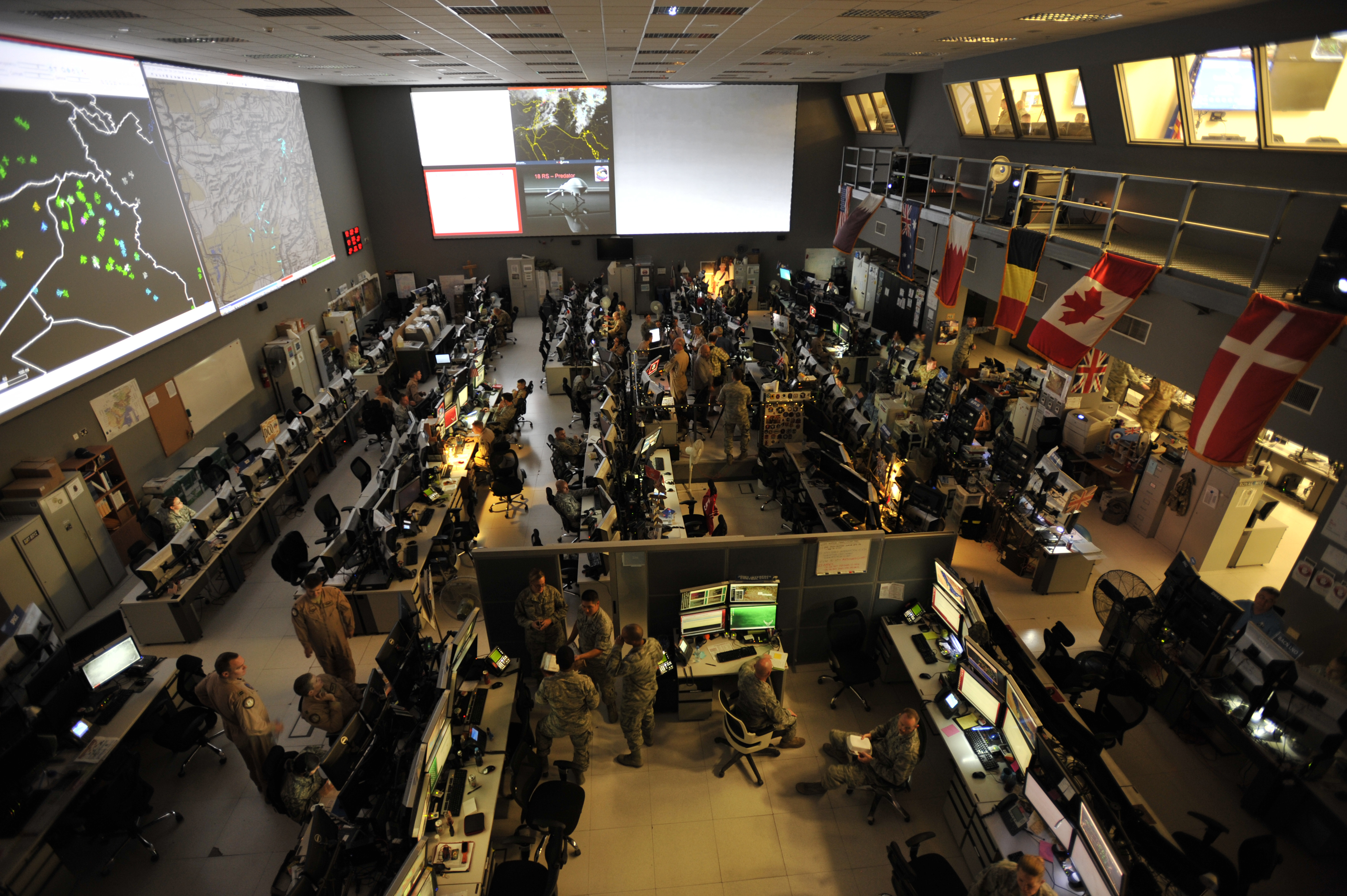
Centro de operaciones aéreas y espaciales combinadas en la base aérea de Al Udeid en Catar

En la década de 1960, Martin Luther King criticó el gasto excesivo de Estados Unidos en proyectos militares y sugirió un vínculo entre su política exterior en el extranjero y el racismo en el país. En 1971, un ensayista de la revista Time señaló 375 instalaciones militares estadounidenses importantes y 3000 menores en todo el mundo y concluyó que "no hay duda de que Estados Unidos tiene hoy demasiadas tropas dispersas en demasiados lugares".
Los gastos para librar la guerra contra el terrorismo son enormes. En un informe de defensa de 2010, Anthony Cordesman criticó el gasto militar fuera de control. Las guerras en Afganistán, Irak, Siria y Pakistán, desde su comienzo en 2001 hasta el final del año fiscal 2019, les han costado a los contribuyentes estadounidenses $ 6,4 billones.
Andrew Bacevich sostiene que Estados Unidos tiende a recurrir a medios militares para tratar de resolver problemas diplomáticos. La participación de Estados Unidos en la guerra de Vietnam fue un compromiso militar de $ 111 mil millones que terminó en una derrota estratégica debido a la pérdida de apoyo del público a la guerra.

### Violación del derecho internacional
Estados Unidos no siempre sigue el derecho internacional. Por ejemplo, algunos críticos afirman que la invasión de Irak liderada por Estados Unidos no fue una respuesta adecuada a una amenaza inminente, sino un acto de agresión que violó el derecho internacional.
Los críticos señalan que la Carta de las Naciones Unidas, ratificada por Estados Unidos, prohíbe a los miembros usar la fuerza contra otros miembros, excepto contra un ataque inminente o de conformidad con una autorización explícita del Consejo de Seguridad. Un profesor de derecho internacional afirmó que no había autorización del Consejo de Seguridad de la ONU que hiciera de la invasión "un crimen contra la paz". Sin embargo, los defensores estadounidenses argumentan que hubo tal autorización de acuerdo con la Resolución 1441 del Consejo de Seguridad de la ONU. 

### Manipulación de la política exterior de Estados Unidos
Algunos politólogos sostuvieron que establecer la interdependencia económica como un objetivo de política exterior puede haber expuesto a Estados Unidos a la manipulación. Como resultado, los socios comerciales de Estados Unidos obtuvieron la capacidad de influir en el proceso de toma de decisiones de política exterior estadounidense manipulando, por ejemplo, el tipo de cambio de moneda o restringiendo el flujo de bienes y materias primas. Además, más del 40% de la deuda externa de Estados Unidos es propiedad de los grandes inversores institucionales del exterior, que siguen acumulando bonos del Tesoro. Un reportero de The Washington Post.escribió que "varios líderes africanos menos que democráticos han jugado hábilmente la carta del antiterrorismo para ganarse una relación con los Estados Unidos que les ha ayudado a mantenerlos en el poder", y sugirió, en efecto, que, por lo tanto, los dictadores extranjeros podrían manipular la política exterior de Estados Unidos para su propio beneficio. También es posible que los gobiernos extranjeros canalicen dinero a través de los comités de acción política para comprar influencia en el Congreso.

### Compromiso con la ayuda exterior
Algunos críticos afirman que la ayuda del gobierno estadounidense debería ser mayor dados los altos niveles de producto interno bruto. Afirman que otros países dan más dinero per cápita, incluidas las contribuciones gubernamentales y caritativas. Según un índice que clasificó las donaciones caritativas como porcentaje del PIB, Estados Unidos ocupó el puesto 21 de los 22 países de la OCDE al otorgar el 0,17% del PIB a la ayuda exterior, y comparó a Estados Unidos con Suecia, que dio el 1,03% de su PIB, según diferentes estimaciones.
Sin embargo, dado que Estados Unidos otorga exenciones fiscales a las organizaciones sin fines de lucro, subsidia los esfuerzos de ayuda en el exterior, aunque otras naciones también subsidian las actividades caritativas en el extranjero. La mayor parte de la ayuda extranjera (79%) no provino de fuentes gubernamentales sino de fundaciones privadas, corporaciones, organizaciones voluntarias, universidades, organizaciones religiosas e individuos. Según el Índice de Filantropía Global, Estados Unidos es el principal donante en cantidades absolutas.

### Relaciones públicas ineficaces
Un informe sugiere que el canal catarí Al-Jazeera pinta habitualmente a Estados Unidos como un mal en todo el Medio Oriente. Otros críticos han criticado el esfuerzo de relaciones públicas de Estados Unidos. Como resultado de una política defectuosa y unas relaciones públicas mediocres, Estados Unidos tiene un grave problema de imagen en Oriente Medio, según Anthony Cordesman.
La analista Jessica Tuchman Mathews escribe que a gran parte del mundo árabe le parece que Estados Unidos fue a la guerra en Irak por petróleo, independientemente de la precisión de ese motivo. En una encuesta de 2007 de la BBC en la que se preguntaba qué países se consideraba que tenían una "influencia negativa en el mundo", la encuesta encontró que Irán, Estados Unidos y Corea del Norte tenían la influencia más negativa, mientras que naciones como Canadá, Japón y los de la Unión Europea tuvieron la influencia más positiva. Estados Unidos ha sido acusado por algunos funcionarios de la ONU de aprobar acciones de Israel contra los palestinos.

### Estrategia ineficaz para combatir el terrorismo
Cordesman criticó la estrategia de Estados Unidos para combatir el terrorismo por no tener suficiente énfasis en lograr que las repúblicas islámicas luchen contra el terrorismo. A veces, los visitantes han sido identificados erróneamente como "terroristas".
Mathews sugiere que el riesgo de terrorismo nuclear sigue sin evitarse. En 1999, durante la guerra de Kosovo, Estados Unidos apoyó al Ejército de Liberación de Kosovo (ELK), aunque había sido reconocido como una organización terrorista por Estados Unidos algunos años antes. Justo antes de que tuviera lugar el bombardeo de Yugoslavia en 1999, Estados Unidos eliminó al ELK de la lista de organizaciones terroristas reconocidas internacionalmente para justificar su ayuda y ayudar al ELK.

### Pequeño papel del Congreso en la política exterior
El crítico Robert McMahon cree que el Congreso ha sido excluido de la toma de decisiones de política exterior y que esto es perjudicial. Otros escritores sugieren la necesidad de una mayor participación del Congreso. Jim Webb, exsenador demócrata de Virginia y ex secretario de la Marina en la administración Reagan, cree que el Congreso tiene un papel cada vez menor en la formulación de la política exterior de Estados Unidos. El 11 de septiembre de 2001 precipitó este cambio, donde "los poderes se trasladaron rápidamente a la Presidencia a medida que aumentaba el llamado a la toma de decisiones centralizada en una nación traumatizada donde se consideraba necesaria una acción rápida y decisiva. Se consideraba políticamente peligroso e incluso antipatriótico cuestionar este cambio, no sea que uno sea acusado de obstaculizar la seguridad nacional durante una época de guerra". Desde entonces, Webb cree que el Congreso se ha vuelto en gran medida irrelevante en la configuración y ejecución de la política exterior de Estados Unidos. Cita el Acuerdo Marco Estratégico (SFA), el Acuerdo de Asociación Estratégica entre Estados Unidos y Afganistán y la intervención militar de 2011 en Libia como ejemplos de creciente irrelevancia legislativa.
Con respecto a la SFA, "no se consultó al Congreso de manera significativa. Una vez que se finalizó el documento, no se le dio al Congreso la oportunidad de debatir los méritos del acuerdo, que fue diseñado específicamente para dar forma a la estructura de nuestras relaciones a largo plazo en Irak. (...) El Congreso no debatió ni votó sobre este acuerdo, que estableció la política de Estados Unidos hacia un régimen inestable en una región inestable del mundo". El Parlamento iraquí, por el contrario, votó sobre la medida 2 veces. 
El Acuerdo de Asociación Estratégica entre Estados Unidos y Afganistán, descrito por la administración Obama, tiene un "acuerdo ejecutivo legalmente vinculante" que describe el futuro de las relaciones entre Estados Unidos y Afganistán y designó a Afganistán como un importante aliado fuera de la OTAN. "Es difícil entender cómo cualquier acuerdo internacional negociado, firmado y redactado sólo por nuestra rama ejecutiva del gobierno puede interpretarse como legalmente vinculante en nuestro sistema constitucional", argumenta Webb.
Por último, Webb identifica la intervención estadounidense en Libia como un precedente histórico preocupante. "La cuestión en juego en Libia no era simplemente si el presidente debería pedir al Congreso una declaración de guerra. Tampoco se trataba totalmente de si Obama violó los edictos de la Ley de Poderes de Guerra, que en opinión de este escritor claramente hizo. La cuestión que queda por resolver es si un presidente puede comenzar unilateralmente y continuar una campaña militar por razones que él solo define como el cumplimiento de los exigentes estándares de un interés nacional vital que vale la pena arriesgar vidas estadounidenses y gastar miles de millones de dólares en dinero de los contribuyentes". Cuando la campaña militar duró meses, el presidente Barack Obama no buscó la aprobación del Congreso para continuar la actividad militar.

### Falta de visión
El ciclo electoral a corto plazo, junto con la incapacidad de mantenerse enfocado en objetivos a largo plazo, motiva a los presidentes estadounidenses a inclinarse hacia acciones que apaciguarían a la ciudadanía y, como regla, evitarían problemas internacionales complicados y decisiones difíciles. Así, Zbigniew Brzezinski criticó la presidencia de Clinton por tener una política exterior que carecía de "disciplina y pasión" y sometió a Estados Unidos a "ocho años de deriva". En comparación, la presidencia de Bush fue criticada por muchas decisiones impulsivas que dañaron la posición internacional de Estados Unidos en el mundo. El exdirector de operaciones del Estado Mayor Conjunto, Teniente General Gregory S. Newbold comentó que, "Hay una gran ingenuidad en la clase política sobre las obligaciones de Estados Unidos en asuntos de política exterior, y una sencillez aterradora sobre los efectos que puede lograr el empleo del poder militar estadounidense".

### Acusaciones de arrogancia
Algunos comentaristas han pensado que Estados Unidos se volvió arrogante, particularmente después de su victoria en la Segunda Guerra Mundial. Críticos como Andrew Bacevich piden a Estados Unidos que tenga una política exterior "arraigada en la humildad y el realismo". Expertos en política exterior como Zbigniew Brzezinski aconsejan una política de autocontrol y no aprovechar todas las ventajas, y escuchar a otras naciones. Un funcionario del gobierno calificó la política estadounidense en Irak de "arrogante y estúpida", según un informe.